# 1818
1818. је била проста година.

## Догађаји
- Википедија:Непознат датум — Вук Караџић је објавио Српски рјечник истолкован њемачкијем и латинскијем ријечима у којем је било 27 270 речи.

### Јануар
- 1. јануар — Први пут објављен роман Мери Шели Франкенштајн или модерни Прометеј.

### Фебруар
- 5. фебруар — Бивши Наполеонов маршал Жан Батист Бернадот ступио на престо Шведске и Норвешке као Карл XIV Јуан.
- 12. фебруар — Чиле прогласио независност од Шпаније на годишњицу битке код Чакабука.

### Април
- 5. април — У бици код Маипуа чилеанске и аргентинске трупе поразиле шпанску војску, чиме је обезбеђена независност Чилеа.

### Децембар
- Википедија:Непознат датум — На Ђурђевдан у манастиру Враћевшница одржана скупштина, када је одлучено да се Крагујевац постави за престоницу кнежевине Србије.

### Септембар
- 30. септембар - 21. новембар — Конгрес у Ахену

### Октобар
- 20. октобар — Уједињено Краљевство и САД су потписали споразум из 1818. којим је дефинисана канадско-америчка граница дуж 49. упоредника од Тихог океана до Шумског језера.

## Рођења

### Април
- 29. април — Александар II Романов, руски император.

### Мај
- 5. мај — Карл Маркс, немачки политички филозоф (умро 1883)

### Јул
- 30. јул — Емили Бронте, енглеска књижевница.

### Август
- 9. новембар — Иван Тургењев, руски књижевник

## Смрти

### Јануар
- 5. јануар — Марчело Бачарели, италијански барокни сликар. (рођен 1731)

### Фебруар
- 5. фебруар — Карл XIII Шведски, краљ Шведске и Норвешке

### Март
- 10. мај — Пол Ревир, амерички патриота
- 26. мај — Барклај де Толи, руски маршал

### Јун
- 6. јун — Јан Хенрик Домбровски, пољски генерал

### Август
- 4. октобар — Јозеф Абел, аустријски сликар
- 28. октобар — Абигејл Адамс, прва дама САД

### Новембар
- 17. новембар — Шарлота од Мекленбург-Штрелица, британска краљица